# Diphthong
Ein Diphthong (von altgriechisch δίς dís, deutsch ‚zweimal‘ und φθόγγος phthóngos, deutsch ‚Laut‘) ist ein Doppellaut aus zwei verschiedenen Vokalen innerhalb einer einzigen Silbe. Gleichbedeutende Bezeichnungen dafür sind auch Doppellaut, Zwielaut oder Zweilaut.
Die bekanntesten Schreibungen von Diphthongen im Deutschen sind ei, au, äu und eu; selten sind ai, oi und ui. Diphthonge kommen in nahezu allen Sprachen vor.

## Unterscheidung von Diphthong und Hiat
Ein Diphthong ist von einem Hiat zu unterscheiden: Während ein Diphthong einer einzigen Silbe zugeordnet ist (z. B. aus, lei-se), liegt ein Hiat am Übergang zwischen zwei Silben (z. B. Cha-os, Rotari-er, Radi-o, Bo-a, Ru-ine).
Während Diphthonge in der Schreibung am Zeilenende nicht getrennt werden, ist beim Hiat eine Worttrennung am Zeilenende zulässig.

## Klassifikation
Man unterscheidet zwischen:
- fallenden Diphthongen, in denen das Hauptgewicht auf dem ersten Teil liegt (z. B. deutsch au, ei usw.) und bei der die Zungenbewegung von „unten“ nach „oben“ verläuft.
- steigenden Diphthongen, mit dem Gewicht auf dem zweiten Teil (z. B. französisch [wa] in Wörtern wie loi). Hier verläuft die Zungenbewegung von „oben“ nach „unten“.
- zentrierenden Diphthongen, bei der die Zungenbewegung in Richtung eines Mittelzungenvokals verläuft (z. B. englisch [ɪə̯] wie in pier oder alemannisch [iə̯] wie in Lied).
- schwebenden Diphthongen, bei denen die Zungenbewegung horizontal verläuft (z. B. deutsch [uɪ̯] wie in hui, pfui)
- bisweilen unterscheiden sich lange Diphthonge von kurzen (z. B. berndeutsch [aːu̯] vs. [au̯] wie in Schtaau ‚Stahl‘ vs. Schtau ‚Stall‘).

## Diphthonge im Deutschen

### Standard-Diphthonge
Die üblichen Diphthonge im deutschen Lautsystem sind:
- [aʊ̯] in Haus
- [aɪ̯] in Leim, Mais, Speyer, Mayer
- [ɔɪ̯] in Heu, Läufer

### Tiefschwa
Im Silbenausgang ist der fast offene Zentralvokal [ɐ] („Tiefschwa“) eine Aussprachevariante des konsonantischen Auslaut-[ʁ]. Obwohl es sich hier um phonetische Realisierungen von Phonemverbindungen handelt, können darum – aus artikulatorischer Sicht – folgende Laute ebenfalls als Diphthonge aufgefasst werden:
- [iˑɐ̯] in wir, Bier
- [yˑɐ̯] in für, rührt
- [uˑɐ̯] in nur, Uhr
- [eˑɐ̯] in Meer
- [ɛˑɐ̯] in Bär
- [aːɐ̯] in Haar, [aˑɐ̯] hart
- [øˑɐ̯] in Öhr, Frisör
- [oˑɐ̯] in Ohr

In Reduktionssilben, wie z. B. in Kinder [ˈkɪndɐ], ist das [ɐ] jedoch rein monophthongisch.

### Seltene und dialektale Diphthonge
Einige Diphthonge existieren an der lexikalischen Peripherie; weitere in Dialekten. Beispiele:
- [uɪ̯] in pfui!, in Fremdwörtern wie Uigure, sowie im Oberbayerischen in vui z’vui Gfui ‚viel zu viel Gefühl‘
- [ɛɪ̯] in Fremdwörtern wie Mail, Spray und Schwejk
- [oʊ̯] in Fremdwörtern wie Show, Soul und Toast
- [oa̯] in Fremdwörtern wie Toilette
- [iə]: In manchen Eigennamen repräsentiert der Graph <ie> nicht den Laut [iː] (langes „i“), sondern den Diphthong [iə]. Ein Beispiel dafür ist der Name der brandenburgischen Stadt Ziesar, in dem das „e“ getrennt vom „i“ ausgesprochen wird. Hier wirkt die slawische Herkunft des Namens (von za jezero „hinter dem See“) nach. Diphthongisch werden auch bairisch-österreichische Ortsnamen wie Lienz und Dienten sowie alemannische Ortsnamen wie Brienz und Spiez ausgesprochen.

### Lautgeschichte und Phonologie
Der ursprüngliche Diphthong „ie“ wurde in den mitteldeutschen Dialekten bereits ab dem 11.–12. Jahrhundert monophthongiert, während er im Bairischen und im Alemannischen bis heute auftritt. Im heutigen geschriebenen Deutsch ist „ie“ nur noch ein Graph für ein langes „i“, wie z. B. in Liebe, Biene.
Phonologisch betrachtet besitzen Diphthonge (wenn man sie jeweils als ein Phonem wertet) die gleiche Vokalquantität wie lange Vokale. Dennoch gelten die Diphthonge als Problemfall, da man in der Sprachwissenschaft diskutiert, ob jene den Wert einer oder zweier Phonemstellen haben, also als monophonematisch oder biphonematisch gelten. Man hat verschiedene Argumente konstruiert, welche die jeweiligen Thesen unterstützen. Um die biphonematische These zu stützen, hat man Minimalpaare gebildet, wie rauher [au] vs. Reiher [ai], Lauer [au] vs. Leier [ai] oder auch Eile [ai] vs. Eule [ᴐy], um zu zeigen, dass hier nur jeweils der erste oder auch der zweite Bestandteil des Diphthongs in Opposition zu dem entsprechend anderen Teil steht. Auch für die monophonematische These existieren einige Argumente, beispielsweise die, dass die Diphthonge sprachgeschichtlich gesehen aus einem Monophthong, also aus einem einfachen Vokal, entstanden sind. Aus dem mittelhochdeutschen mîn niuwes hûs wurde mein neues Haus. Weiterhin werden Diphthonge nicht auf zwei Silben verteilt, d. h. die Silbengrenze befindet sich nie zwischen beiden Vokalen, was wiederum die These der Zwielaute als eine Phonemstelle stützt.

### Rechtschreibung
In der deutschen Rechtschreibung stehen Diphthonge (ebenso wie Langvokale) nicht vor verdoppelten Konsonantenbuchstaben, vor ‚ck‘, ‚tz‘, ‚pf‘, und nur selten vor ‚x‘ (z. B. in feixen). Es kann also beispielsweise ein ‚ß‘ folgen, aber kein ‚ss‘. Ausgenommen sind Eigen- und Ortsnamen, die Schreibweisen aus älteren Zeiten fortführen, wie z. B. Deutz, Reitz, Neuss, Eickel, Eucken oder Gauck.

## Diphthonge in anderen Sprachen
Von den europäischen Sprachen sind vor allem das Isländische, aber auch Katalanisch und Bündnerromanisch reich an Diphthongen, letzteres z. B. mit Ortsnamen wie Rueun.
Im Hochchinesischen existieren die Diphthonge /ai̯/ (Beispiel: 爱,  ài – „lieben“), /ei̯/ (谁,  shéi – „wer“), /aʊ̯/ (好,  hǎo – „gut“), /oʊ̯/ (有,  yǒu – „haben“). Daneben gibt es auch durch Vorangehen der Halbvokale /w/ und /j/ an Monophthonge die Sequenzen /ja/ (俩,  liǎ – „Liebespaar“), /jɛ/ (節,  jié – „Feiertag“), /wa/ (光,  guāng – „Licht“), /wɔ/ (多,  duō – „viel“), /jʊ/ (兄,  xiōng – „älterer Bruder“), und neben den Diphthongen eine Anzahl von Triphthongen.

## Sonstiges
Als Diphthongie für Doppeltönigkeit wird ein Nebenton beim Sprechen infolge krankhafter oder nervöser Reizung der Stimmbänder bezeichnet.